# Hanjiang (Putian)
Der Stadtbezirk Hanjiang (chinesisch 涵江区, Pinyin Hánjiāng Qū) ist ein Stadtbezirk der bezirksfreien Stadt Putian in der chinesischen Provinz Fujian. Er hat eine Fläche von 755,2 km² und zählt 479.605 Einwohner (Stand: 2020).

## Administrative Gliederung
Auf Gemeindeebene setzt sich der Stadtbezirk aus zwei Straßenvierteln, neun Großgemeinden und einer Gemeinde zusammen. 